# Talange
Talange (Duits: Talingen) is een gemeente in het Franse departement Moselle (regio Grand Est). Talange telde op 1 januari 2022 8.044 inwoners.
De gemeente was onderdeel van het kanton Maizières-lès-Metz in het arrondissement Metz-Campagne tot beide op 22 maart 2015 werden opgeheven. De gemeente werd onderdeel van het nieuwgevormde kanton Sillon mosellan in het eveneens nieuwgevormde arrondissement Metz.

## Geografie
De oppervlakte van Talange bedroeg op 1 januari 2022 3,7 vierkante kilometer; de bevolkingsdichtheid was toen 2.174,1 inwoners per km².

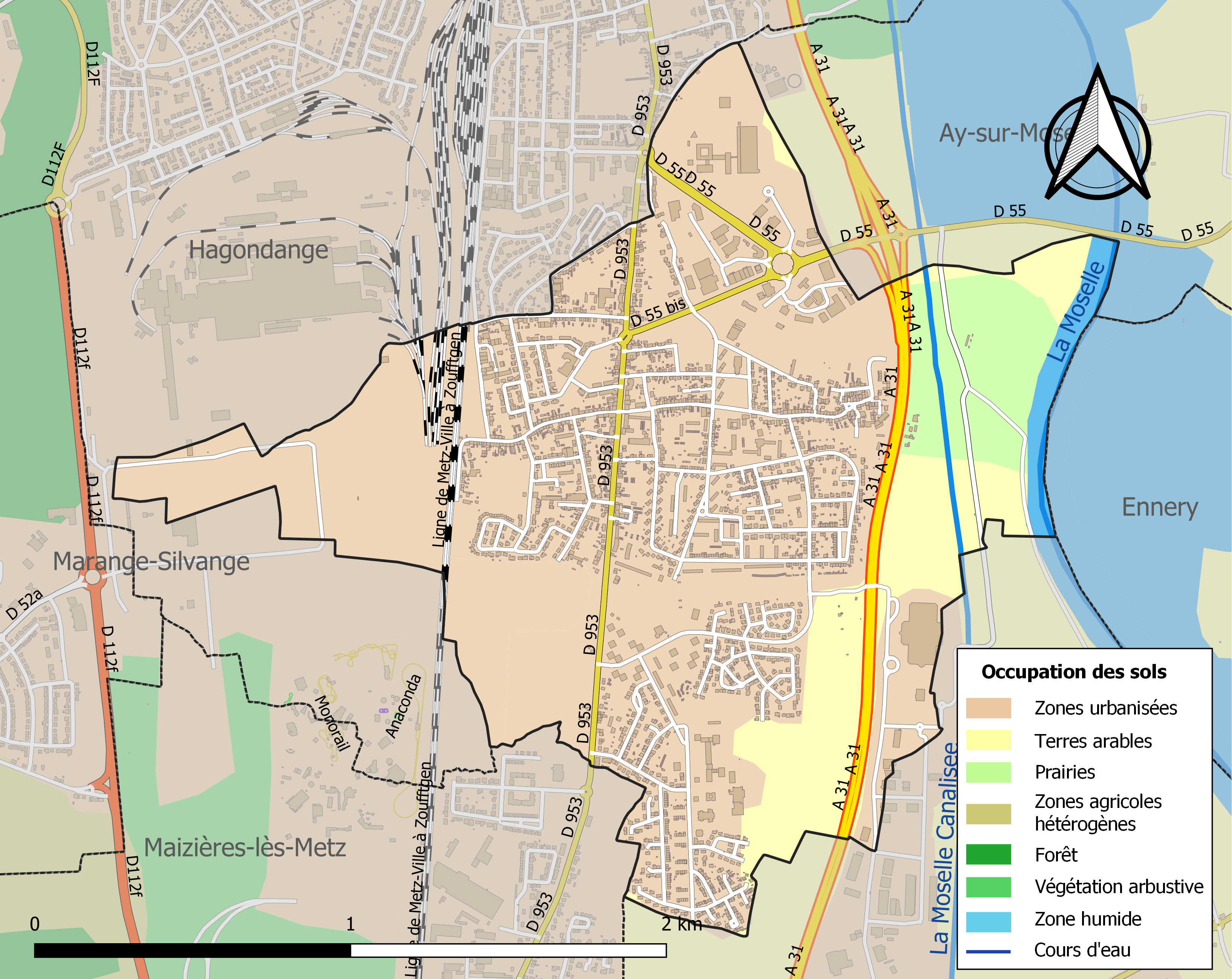
Kaart van de gemeente met de belangrijkste infrastructuur, bodemgebruik en omliggende gemeenten

## Demografie
Onderstaande figuur toont het verloop van het inwonertal (bron: INSEE-tellingen).